# Пепперелл (переписна місцевість, Массачусетс)
Пепперелл (англ. Pepperell) — переписна місцевість (CDP) в США, в окрузі Міддлсекс штату Массачусетс. Населення — 2390 осіб (2020).

## Географія
Пепперелл розташований за координатами 42°40′32″ пн. ш. 71°35′32″ зх. д. / 42.67556° пн. ш. 71.59222° зх. д. (42.675585, -71.592204).  За даними Бюро перепису населення США в 2010 році переписна місцевість мала площу 5,51 км², з яких 5,33 км² — суходіл та 0,18 км² — водойми.

## Демографія
Згідно з переписом 2010 року, у переписній місцевості мешкали 2504 особи в 989 домогосподарствах у складі 622 родин. Густота населення становила 454 особи/км².  Було 1036 помешкань (188/км²).
Расовий склад населення:
| - 95,0 % — білих - 1,5 % — азіатів - 1,0 % — чорних або афроамериканців - 0,2 % — корінних американців |

До двох чи більше рас належало 1,4 %. Частка іспаномовних становила 2,0 % від усіх жителів.
За віковим діапазоном населення розподілялося таким чином: 24,9 % — особи молодші 18 років, 63,2 % — особи у віці 18—64 років, 11,9 % — особи у віці 65 років та старші. Медіана віку мешканця становила 39,6 року. На 100 осіб жіночої статі у переписній місцевості припадало 95,8 чоловіків;  на 100 жінок у віці від 18 років та старших — 92,3 чоловіків також старших 18 років.
Середній дохід на одне домашнє господарство  становив 79 200 доларів США (медіана — 64 348), а середній дохід на одну сім'ю — 80 160 доларів (медіана — 73 333). Медіана доходів становила 54 375 доларів для чоловіків та 38 201 долар для жінок. За межею бідності перебувало 5,7 % осіб, у тому числі 1,6 % дітей у віці до 18 років та 3,3 % осіб у віці 65 років та старших.
Цивільне працевлаштоване населення становило 1100 осіб. Основні галузі зайнятості: освіта, охорона здоров'я та соціальна допомога — 31,9 %, науковці, спеціалісти, менеджери — 16,4 %, роздрібна торгівля — 14,1 %.